# Muzeum Mleczarstwa w Rzeszowie
Muzeum Mleczarstwa w Rzeszowie – muzeum mieszczące się w  Rzeszowie, w halach produkcyjnych dawnego budynku szkolnej mleczarni Zespołu Szkół Spożywczych im. Tadeusza Rylskiego przy ul. Warszawskiej 20. Placówka jest miejską jednostką organizacyjną, a patronat nad nią sprawuje Krajowy Związek Spółdzielni Mleczarskich w Warszawie.
Rzeszowski Zespół Szkół Spożywczych, w którym mieści się placówka, jest kontynuatorem Krajowej Szkoły Mleczarskiej, powołanej w 1903 roku. Sama zaś idea gromadzenia zbiorów, związanych z mleczarstwem sięga lat powojennych XX wieku. Pierwsza wystawa miała miejsce w 1953 roku z okazji 50-lecia szkoły. Dwadzieścia lat później, w 1974 roku została otwarta Szkolna Izba Pamięci, zawierająca część zbiorów dzisiejszego muzeum. Inicjatorem jej otwarcia był ówczesny dyrektor szkoły Jan Łabaj. Jemu to też – z okazji 100-lecia spółdzielczości mleczarskiej w Polsce – powierzono organizację Muzeum Spółdzielczości i Szkolnictwa Mleczarskiego. Starania zakończyły się sukcesem w 1986 roku, zaś w dwa lata później, w maju 1988 roku udostępniono zwiedzającym wystawę urządzeń i maszyn mleczarskich. 
Na zbiory muzeum składają się następujące ekspozycje:
- urządzenia i maszyny mleczarskie, z których najstarsze pochodzą z końca XIX wieku. Wśród eksponatów znajdują się wirówki do mleka, pompy, pasteryzatory, urządzenia serowarskie (m.in. drewniane formy i prasy do serów), maselnice, konwie, nalewarki oraz miary, mierniki i inne urządzenia laboratoryjne,
- wystawa obrazująca historię mleczarstwa na terenie Galicji (dokumenty, księgi handlowe, podręczniki mleczarstwa, broszury i czasopisma),
- wystawa związana z historią szkoły oraz jej patronem, Tadeuszem Rylskim, w skład której wchodzą m.in.dawne dokumenty, tabla (najstarsze z 1927 roku), kroniki szkolne, medale oraz odznaczenia.

Ponadto w muzeum eksponowany jest samochód Audi z przekrojami podzespołów z 1939 roku, służący do celów dydaktycznych.
Zwiedzanie muzeum odbywa się po uzgodnieniu z dyrekcją szkoły.